# Eriosorus
Eriosorus is een geslacht van ongeveer dertig soorten tropische varens uit de lintvarenfamilie (Pteridaceae).
Het zijn varens uit het Neotropisch gebied, voornamelijk uit de páramo, een ecosysteem van koele, natte hooglanden tussen 1500 en 5000 m, in tropische zones van de Andes in Zuid-Amerika, zuidelijk Mexico, Bolivia, Brazilië, Uruguay en de eilanden Tristan da Cunha en Gough.

## Naamgeving enetymologie
- Synoniemen: Gymnogramme Kunze, Psilogramme Kuhn

De geslachtsnaam Eriosorus is afkomstig van het Oudgriekse ἔριον, erion (wol) en σωρός, sōros (hoop of heuvel), naar de wollige haren die de sporenhoopjes (sori) beschermen.

## Kenmerken
Eriosorus-soorten zijn terrestrische varens met sterk behaarde rizomen, met een- tot viermaal gedeelde bladeren, aan de onderzijde bedekt met wit- of geel meelachtige poeder.
De sporenhoopjes staan aan de onderzijde van de bladeren. Ze bezitten geen indusium en worden beschermd door wollige haren.
Fossiele afdrukken van sporen uit de Andes tonen aan dat Eriosorus reeds tijdens het Oligoceen in het gebied voorkwam.

## Taxonomie
Moleculair onderzoek door Patricia Sánchez-Baracaldo heeft uitgewezen dat Eriosorus een parafyletische groep vormt. Samengevoegd met het zustergeslacht Jamesonia, ontstaat wel een monofyletische groep.
De grote variatie in de morfologie van Eriosorus is een aanwijzing voor adaptieve radiatie, een wijze van soortvorming gebaseerd op verschillende migratiestappen tussen gescheiden biotopen binnen één verspreidingsgebied. Deze adaptieve radiatie zou uiteindelijk geleid hebben tot de soorten van het zustergeslacht Jamesonia.
Het geslacht telt 32 soorten en ten minste één hybride, waarvan een groot aantal relatief recent gevonden zijn.

### Soortenlijst
- Eriosorus accrescens A. Tryon (1963)
- Eriosorus aureonitens (Hook.) Copel. (1947)
- Eriosorus biardii (Fée) A. Tryon (1970)
- Eriosorus caracasanus (Baker) Vareschi (1969)
- Eriosorus cheilanthoides (Sw.) A. Tryon (1966)
- Eriosorus congestus (Christ) Copel. (1947)
- Eriosorus ewanii A. Tryon (1970)
- Eriosorus feei Copel. (1947)
- Eriosorus flexuosus (Humb. & Bonpl.) Copel. (1947)
- Eriosorus glaberrimus (Maxon) Scamman (1962)
- Eriosorus glaziovii (C. Chr.) Copel. (1947)
- Eriosorus hirsutulus (Mett.) A. Tryon (1970)
- Eriosorus hirtus (H.B.K.) Copel. (1947)
- Eriosorus hispidulus (Kunze) Vareschi (1969)
- Eriosorus insignis (Kuhn) A. Tryon (1970)
- Eriosorus lasseri Vareschi (1966)
- Eriosorus lechleri (Mett. ex Kuhn) A. Tryon (1963)
- Eriosorus lindigii (Mett.) Vareschi (1969)
- Eriosorus longipetiolatus (Hieron.) A. Tryon (1970)
- Eriosorus myriophyllus (Swartz) Copel. (1947)
- Eriosorus novogranatensis A. Tryon (1970)
- Eriosorus orbignyanus (Mett. ex Kuhn) A. Tryon (1963)
- Eriosorus paucifolius (A. C. Smith) Vareschi (1969)
- Eriosorus retrofractus (Kunze ex Mett.) Crabbe (1967)
- Eriosorus rufescens (Fée) A. Tryon (1963)
- Eriosorus sellowianus (Mett. ex Kuhn) Copel. (1947)
- Eriosorus setulosus (Hieron.) A. Tryon (1970)
- Eriosorus stuebelii (Hieron.) A. Tryon (1963)
- Eriosorus velleus (Baker) A. Tryon (1970)
- Eriosorus villosulus (Maxon) Scamman (1962)
- Eriosorus warscewiczii (Mett. in Triana & Planch.) Copel. (1947)
- Eriosorus wurdackii A. Tryon (1970)
- Eriosorus × elongatus (Grev. & Hook.) Copel. (1947)